# .mc
.mc is het achtervoegsel van domeinen van websites uit Monaco.